# Burg Hohenurach
Die Burg Hohenurach liegt ungefähr 40 Kilometer südöstlich von Stuttgart in Bad Urach im Landkreis Reutlingen in Baden-Württemberg.

## Geografische Lage
Die Ruine ist eine ehemalige Gipfelburg auf 692 m ü. NN. Sie liegt etwa 250 Meter oberhalb des Ermstals und der Stadt Bad Urach und ist heute ein beliebtes Ausflugsziel.
Die Ruine selbst ist nicht bewirtschaftet; allerdings gibt es am Fuße des Bergs und am nahegelegenen Uracher Wasserfall eine Bewirtung.

## Geschichte

### Entstehung und Blütezeit
Die Burg entstand in der Zeit zwischen 1030 und 1050. Bauherren waren die Grafen von Urach. Diese stammten aus dem ostfränkischen Raum in der Nähe von Würzburg. Graf Egino IV. von Urach war mit Agnes von Zähringen verheiratet und erbte durch den Tod seines Schwagers, Herzog Berthold V. von Zähringen, dessen Hausbesitz. Sein Sohn Egino V. nannte sich nun Graf von Urach und Herr der Burg Freiburg im Breisgau. 1239 wurde die Burg an die Grafen von Württemberg verpfändet. 1254 verkauften die Grafen von Fürstenberg – die Grafen von Urach hatten sich inzwischen in die Freiburger- und Fürstenbergerlinie aufgespalten – zunächst die halbe Burg an Württemberg. Elf Jahre später wurden die Grafen von Württemberg Gesamteigentümer. Im Jahre 1428 fand ein grundlegender Umbau und eine Erweiterung der Burg unter Graf Ludwig I. von Württemberg statt. Nach der Teilung Württembergs durch den Nürtinger Vertrag vom 25. Januar 1442 baute Ludwig Urach zur Residenz seines Landesteils aus. Nach der Wiedervereinigung von Württemberg-Urach mit Württemberg-Stuttgart durch den Münsinger Vertrag vom 14. Dezember 1482 verlegte der Sohn Ludwigs, Graf Eberhard V. (später Herzog Eberhard I.), die Residenz des vereinigten Landes wieder nach Stuttgart. Dort ließ Eberhard seinen angeblich geisteskranken Vetter Heinrich von Württemberg verhaften. Von der Außenwelt abgeschirmt, lebte Heinrich von 1490 bis zu seinem Tod am 15. April 1519 mit seiner Familie auf Hohenurach. 1498 wurde dort sein zweitältester Sohn Georg I. von Württemberg-Mömpelgard geboren.

### Ausbau zur Landesfestung
Nach Eberhard wurde Heinrichs erstgeborener Sohn, Ulrich, neuer Herzog von Württemberg. Als dieser im Jahre 1519 durch den Schwäbischen Bund sein Land verlor und es 15 Jahre später ebenso rasch wiedergewann, da war es offenbar, dass das alte württembergische Verteidigungssystem, bestehend aus 50 ehrwürdigen Höhenburgen, brüchig war. Sie waren alle überrannt worden, und auch die bisher unbezwungene Burg Hohenurach hatte auf blamable Art versagt und kapituliert. Somit wurde die Burg von 1535 bis 1555 zu einer von insgesamt sieben Landesfestungen ausgebaut. Allein Herzog Ulrich verbaute zwischen 1535 und 1550 zirka 22.000 Gulden. Die Bewährungsprobe ließ nicht lange auf sich warten, als zur Zeit des Schmalkaldischen Kriegs im Jahr 1547 die kaiserlichen Heere unter dem Herzog von Alba aufzogen und die Burg zur Übergabe zwangen. Man versuchte von Seiten der Besatzung alles, um zu verhandeln, und sandte Boten nach Stuttgart, um dort beim kaiserlichen Gesandten Gehör zu finden. Doch dieser ermahnte zum Gehorsam gegenüber dem Kaiser. Nach der Übergabe spielten die Feinde der Anlage übel mit. Herzog Christoph wandte von 1550 bis 1556 insgesamt 19.087 Gulden zur Wiederherstellung auf.
Während des Dreißigjährigen Kriegs bestand die Festung eine achtmonatige Belagerung durch kaiserliche Truppen.

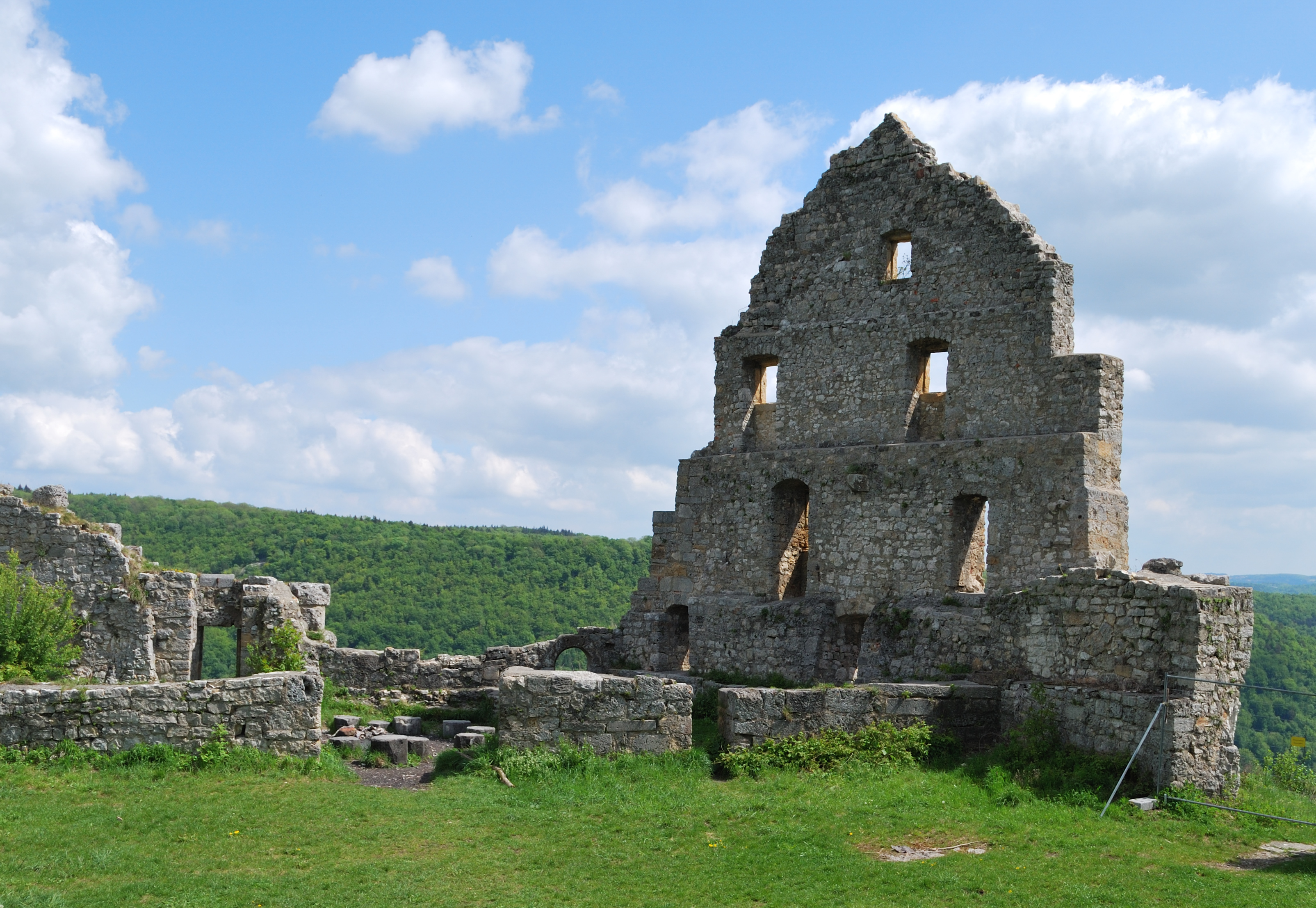
Mauerreste

### Belagerung im Dreißigjährigen Krieg
Kurz nach der Schlacht bei Nördlingen wurde am 30. August 1634 alten Stils der sächsische Oberstleutnant Gottfried Holtzmüller auf Befehl Bernhard von Sachsen-Weimars mit 150 Dragonern nach Urach verlegt. Zu dieser Zeit war der württembergische Hauptmann und Uracher Forstmeister Georg Albrecht von Bettendorf mit seiner 50 Mann starken Landwehr Kommandeur der Burg.
Als der kaiserliche Obrist Walter Butler mit seinen Dragonern, verstärkt durch zwei zusätzliche Regimenter, die Stadt umschloss und die Wagenburg bei Dettingen an der Erms erstürmte, begann am 21. Oktober 1634 alten Stils die Belagerung der Stadt. Bettendorf büßte bei den Kämpfen im Ermstal neben 94 Dettinger Bürgern 30 seiner Leute ein und musste die Kommandantur an Holtzmüller, der ihn befehlsmäßig kaltgestellte, abgeben. Holtzmüller schätzte Bettendorfs Landwehr ohnehin gering, denn, wie jener später an Herzog Eberhard berichtete, habe er diese nicht gebrauchen können. Nach zwölftägiger Belagerung musste Holzmüller der Übermacht weichen und floh mit seinen Getreuen, einigen hochrangigen Stadtbeamten und der Stadtkasse im Gepäck, auf Hohenurach.
Walter Butler wurde zur Belagerung Schorndorfs abkommandiert. Die Kaiserlichen zogen neue Kräfte heran. Mit Baltasar Mora begann die systematische Blockade der Festung. Insgesamt 2154 Soldaten quartierten sich in den Dörfern ein. Für die Bevölkerung begann das große Leiden, denn Holtzmüller war fest entschlossen, die Festung, die von der Reichsstadt Ulm versorgt wurde, bis auf den letzten Mann zu verteidigen. Um Nahrung und Munition zu erbeuten, unternahm er wagemutige Ausfälle, die ihn bis auf die Fildern führten. Überall wurden Geiseln genommen und von der Bevölkerung hohe Ranzionen erpresst. Schließlich versank das Dorf Upfingen, das die Getreidelieferungen verweigerte, in den Flammen. Doch langsam gingen die Nahrungsvorräte zur Neige.

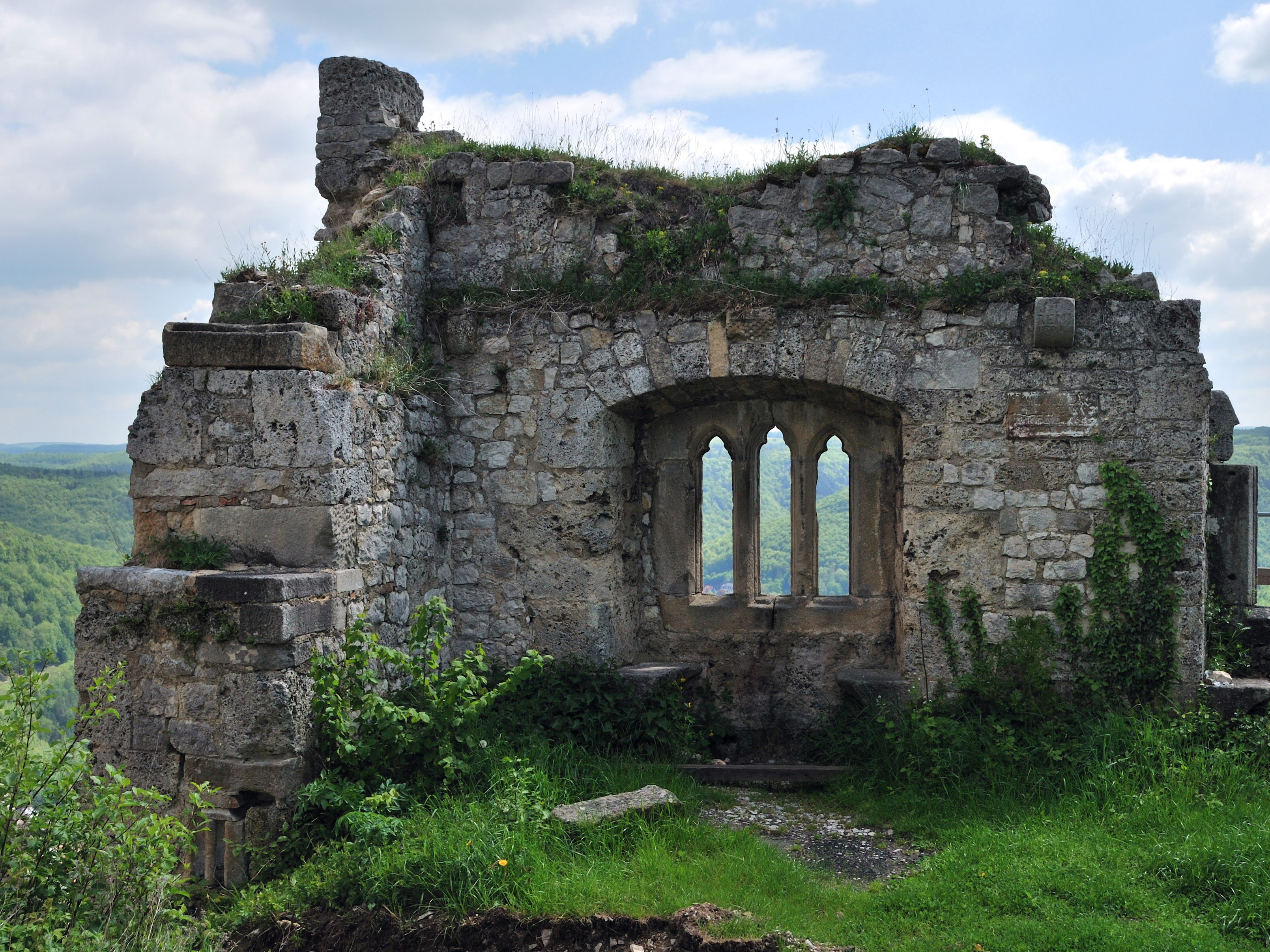
Gotisches Fenster in der Ruine

Am 15. April 1635 schloss sich der benachbarte Hohenneuffen der Ulmer Expedition an, deren Ziel es war, 60 Zentner Mehl durch den kaiserlichen Blockadering zu schleusen. Angeführt wurde sie vom Ulmer Hauptmann Martin Sperbitz. Mit seinen 50 Dragonern erschien er verstärkt durch 30 Neuffener Musketiere vor Hohenurach. Durch ein verabredetes Zeichen fiel Holtzmüller mit den Seinen gleichzeitig aus. Es begann ein hitziges Gefecht zwischen Holtzmüllers und Sperbitz’ Truppen einerseits und den am Bergfuß verschanzten Kaiserlichen. 35 kaiserliche Soldaten wurden dabei getötet und die Restlichen aus den Schanzen vertrieben. Holtzmüller und Sperbitz verzeichneten selbst keine eigenen Verluste, jedoch verlor Holtzmüller durch einen Schuss ins Gesicht sein Augenlicht.
Erst als sich der Prager Frieden im Mai 1635 abzeichnete, begannen die Kräfte der Verteidiger allmählich zu schwinden. Der verletzte Holtzmüller übergab das Kommando seinem Bruder, dem Fähnrich Johann Holtzmüller. Am 10. Juli schlug sich Gottfried mit 30 Mann erfolgreich nach Neuffen durch, wo ihn der württembergische Hauptmann Johann Philipp Schnurm jedoch abwies. Nach einer ungemütlichen Nacht auf der Grabenbrücke, zog Holtzmüller nach Ulm.
Neben Nürnberg (17. Juli) entschlossen sich weitere protestantische Reichsstädte zur Kapitulation (u. a. Ulm und Memmingen). Zudem eröffnete Anfang Juli Württembergs zweitstärkste Bergfeste, Hohenasperg, ihrerseits Übergabeverhandlungen mit dem Feind. Und da von Herzog Eberhard in Straßburg keine Hilfe zu erwarten war, ergab sich am 24. Juli 1635 die hungernde Besatzung Hohenurachs und zog mit „Untergewehr ohne Bagage“, jedoch „mit großem Elan und zäher Ausdauer“, ab. Während man sich hier also ehrenvoll ergab und bis Ulm sogar kaiserliches Geleit erhielt, waren Schnurm (auf Hohenneuffen) und Konrad Widerholt (auf Hohentwiel) weiterhin zum festen Widerstand entschlossen. In die Burg Urach wurde eine kaiserliche Besatzung, die halbe Kompanie des Gallasschen Leutnants Weißweil, gelegt, die durch ihr gutes Betragen den Dank der Uracher Bürger erwerben konnte.

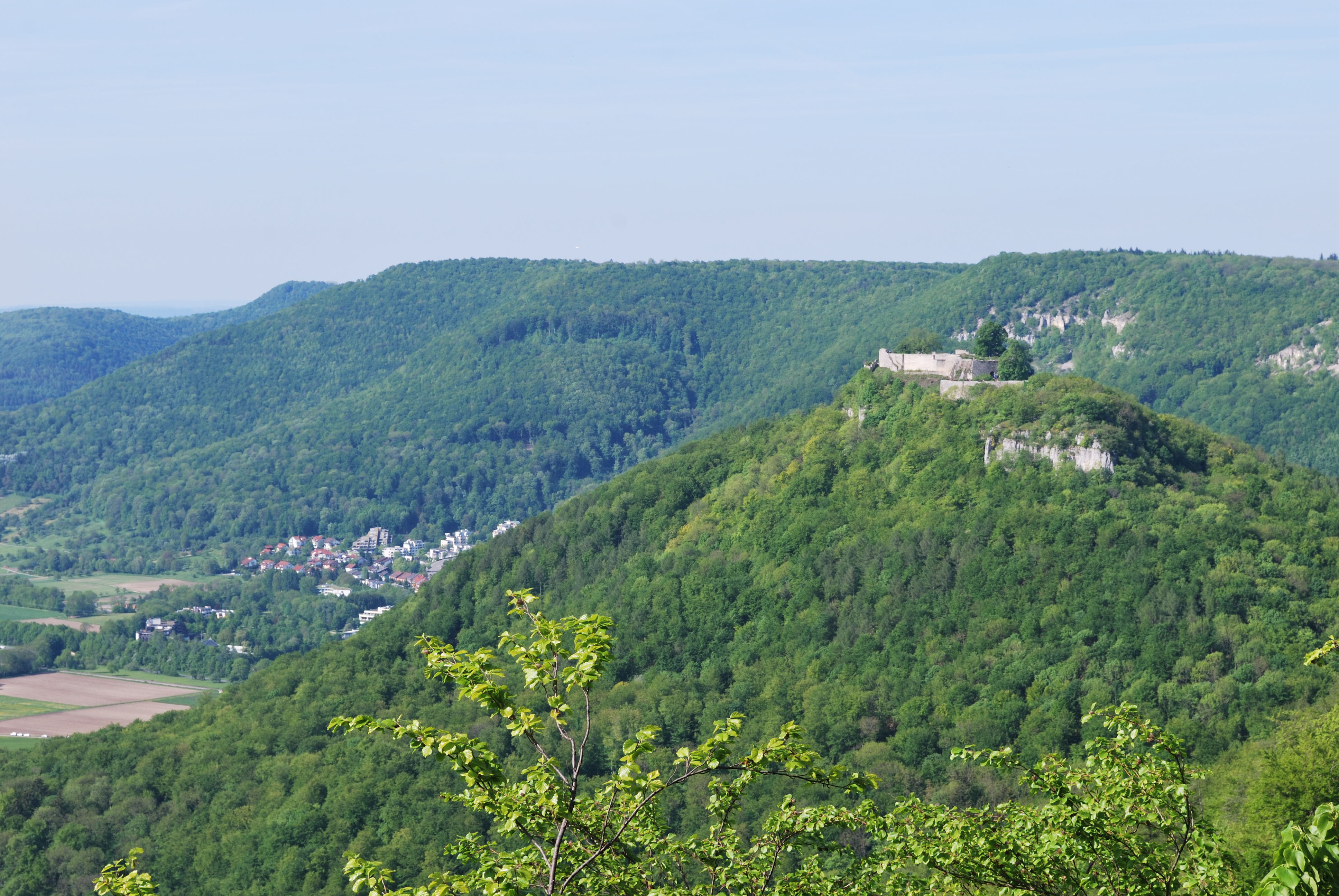
Blick vom Eppenzillfelsen

Doch mit der friedlichen Koexistenz zwischen Besatzern und angestammter Bevölkerung war es bald zu Ende, als Graf Otto Reichstruchsess von Friedberg-Scheer das Oberkommando der Festung erhielt. Graf Otto war überdies Obervogt der Pfandschaft Achalm geworden, einem Herrschaftsverbund, der erst kürzlich vom württembergischen Mutterland getrennt und an Vorderösterreich-Tirol angegliedert worden war. Diese Gebietsübertragungen führten zwischen den Württembergischen und Tiroler Beamten in Urach und Pfullingen zu ständigen Streitigkeiten um die Forstrechte und Abgaben. Es kam zu bürgerkriegsähnlichen Zuständen, Amtleute wurden entführt und misshandelt, bei Überfällen durch reisige Forstleute gab es sogar Todesopfer.
Die Uracher Bürger setzten deshalb alle Hebel in Bewegung, den kaiserlichen Leutnant Weißweil länger behalten zu dürfen. Sie verfassten ein Gesuch an Oberkommissar Beuerlin in Heilbronn, das jedoch abgelehnt wurde. Das Regime Graf Ottos hauste gräulich. Streifende Reiterhorden verwickelten die gesamte Bauernschaft in einen Kleinkrieg (siehe: Elenhans). Der Graf selbst versuchte sich mit eigenen Freikorps und bildete damit einen Gegenpol zu Konrad Widerholt, der vor allem den Hauptort der Pfandschaft, Pfullingen, mit ständigen Überfällen tyrannisierte. Im Jahre 1646 zog Friedberg-Scheer drei Wochen lang 30 Fröner aus den Uracher Amtsflecken zum Ausbessern der Gewerke und Schlagen von Palisaden heran, ehe der Terror endete. Friedberg-Scheer wurde abgesetzt und übergab die Festung an den bayerischen Hauptmann Johann Schabinger. Nach dem Friedensschluss erfolgte im September 1649 der Abzug der Bayern. Burg Hohenurach und die Pfandschaft Achalm kamen an das Herzogtum Württemberg zurück. Herzog Eberhard stellt Schabinger bei seiner Entlassung ein glänzendes Zeugnis aus und rühmt besonders dessen Gerechtigkeit und „bestes Einvernehmen“.
Die Bürger Urachs stellten nun den Antrag, „die Festung zu sprengen und mit Feuer zu ruinieren“, denn die Burg war in ihren Augen ein ständiger Unruheherd. Doch anstatt des Abbruchs wurde Hohenurach von 1663 bis 1669 durch Eberhard grundlegend instand gesetzt und erhielt sogar noch eine Erweiterung durch Außenwerke.

### Aufgabe und Verfall
1694 wurden Teile der Burg durch einen Blitzschlag in den Pulverturm des großen Zwingers zerstört. Die Burg verlor an militärischem Wert und fand bald nur noch als Gefängnis Verwendung. 1761 gab man die Festung schließlich auf. Ein Teil der Burg wurde daraufhin für den Neubau des Schlosses Grafeneck abgebrochen. Auch hierfür wurden Fronarbeiter aus den Dörfern herangezogen und die Feldarbeit vernachlässigt. Die Abbrucharbeiten, die im Sommer 1765 begannen, schritten schnell voran. Dachziegel und anderes Baumaterial wurde eilends mit Pferde- und Ochsenfuhrwerken nach Grafeneck geschafft. Alles „Eisen-Werk“, zum Beispiel eiserne Türen, Tore und Gitter, Öfen, Kessel, Kanonen kaufte der Besitzer des Uracher Eisenhammers, der Kommerzienrat Friedrich Rheinwald auf.
Rheinwald übernahm auch die scharfe Munition. Er legte diese zunächst in das fließende Wasser der Erms ein, weil er glaubte, das Pulver würde dadurch ausgeschwemmt oder zumindest durch die Nässe unschädlich gemacht. Als er dann aber nach einigen Jahren die Munition einschmelzen wollte, erlebte er eine unliebsame Überraschung: Die Bomben und Granaten gingen los, „zerschlugen und stürzten die Schmelzöfen ein, schlugen Wände, Fenster und eiserne Gitter aus“. Zwei Hammerschmiede wurden bei dem Unglück schwer verletzt.
Nach dem Ende der offiziellen Abbrucharbeiten brachen Uracher unberechtigt jahrzehntelang noch brauchbare Steine aus den Festungsmauern heraus und durchwühlten den Abbruchschutt nach behauenen Steinen. Die letzten offiziellen Abbrucharbeiten datieren aus dem Jahre 1815, als man für den Bau des zum Rutschenhof (1828 abgebrochen) gehörigen Fohlenstalls einige Partien einriss und zu Baumaterialien abtransportierte.
Zwischen 1860 und 1870 ließ Philipp Freiherr von Hügel, der Leiter des Uracher Forstamts, die von Gestrüpp eingewachsene und dadurch nahezu unzugängliche Festungsruine so herrichten, dass sie von Touristen gefahrlos besucht werden konnte.

## Beschreibung
Die Anlage hat die Form eines spitzen Dreiecks mit den ungefähren Kantenlängen 280 Meter, 230 Meter und 110 Meter. Sie gehört zu den größten, wuchtigsten und bedeutsamsten Burganlagen im süddeutschen Raum. Sie gliederte sich in drei Abschnitte, die sich in Terrassen stufenförmig übereinander reihen:
Auf der Unteren Burg befand sich die Vorbefestigung, eine aus dem Felsen gehauene, dreieckige Brustwehr, wo auch die Kapelle stand. Dieser Bereich ist heute durch die Vegetation überwuchert und nicht mehr zugänglich. Die Obere Burg war ein viereckiges Bollwerk mit starken Mauern und einem Geschützturm (Upfinger Turm), der den südlichen Haupteingang deckte. Dieser einzige Einlass in die Burg, wurde über ein lang gezogenes Außenwerk und drei Tore gesichert. Über Burggräben und Zugbrücke gelangte man schließlich, am Wachhaus vorbei, direkt auf das Bollwerk und von dort auf die höchste Terrasse der Inneren Burg, auf das eigentliche Schloss. Der Schlosshof (mit zwei Brunnen) beschrieb ein unregelmäßiges Viereck. Er wurde von zwei Hauptgebäuden umzogen. An seiner westlichen Flanke befand sich der große Pulverturm. Der Schlossberg selbst wurde durch einen umlaufenden Zwinger geschützt, der nordöstlich der Stadt Urach zugewandt (kleiner Zwinger) mit drei Geschütztürmen ausgestattet war. Im Westen (großer Zwinger) erhob sich ein weiterer Pulverturm, der heute, wie auch die zugehörige Umfassungsmauer, gänzlich verschwunden ist. An der nördlichen Ecke der Anlage blickt der Dettinger Turm zu Tal. Genauso wie der Upfinger Turm, wurde er als Kerker genutzt.
In den letzten Jahren befand sich die Ruine in einem überaus schlechten Zustand. Ab Sommer 2011 musste die Burg mitsamt dem Zugangsweg für einige Zeit gesperrt werden. Die Sicherheit der Besucher war nicht mehr gegeben, weil Teile der Burg einzustürzen drohten. Als Grund wurden der harte Winter und die damit verbundene Frostsprengung der Mauern angegeben. Im Jahre 2012 fanden im weitläufigen Burgbereich umfangreiche Sanierungsarbeiten statt. Inzwischen ist die Burgruine wieder zugänglich.
Seit 2015 führt das Land Baden-Württemberg in vier Bauabschnitten erneut Sicherungsmaßnahmen, aber auch archäologische Untersuchungen durch, die bis 2024 andauern sollen.

## Inhaftierte Persönlichkeiten
1. Heinrich von Württemberg, Vater des späteren Herzogs Ulrich von Württemberg. Nach dem Tod seines Vaters, Ulrich V. von Württemberg-Stuttgart, 1480, versuchte Heinrich gegenüber seinem Bruder Eberhard VI. Erbansprüche auf die Grafschaft Württemberg-Stuttgart geltend zu machen. Nachdem ihm dies nicht gelungen war, ließ ihn im August 1490 sein Vetter Eberhard im Bart verhaften. Als Begründung für die Verhaftung diente eine angebliche Geisteskrankheit. Eberhard im Bart wurde 1492 von Kaiser Friedrich III. zu seinem Vormund bestimmt. Bis zu seinem Tod 1519 wurde Heinrich mit seiner Frau auf der Burg Hohenurach gefangengehalten.
2. Wegen einer Streitschrift, die er gegen den württembergischen Hof verfasst hatte, war der Philologe und Dichter Nicodemus Frischlin (1547–1590) auf Burg Hohenurach eingekerkert. In der Nacht vom 29. auf den 30. November 1590 kam er bei einem Fluchtversuch ums Leben. Beim Abseilen von der Festungsmauer stürzte er ab und brach sich das Genick.[14]
3. Matthäus Enzlin, württembergischer Geheimrat, wurde u. a. wegen Korruption, Unterschlagung, Amtsmissbrauch angeklagt. Enzlin war klar, dass ihm damit nicht nur die Todesstrafe als Ergebnis drohte, sondern auch Folter, weshalb er ein Geständnis ablegte und Urfehde schwor. Durch dieses Entgegenkommen wurde er zu lebenslanger Haft verurteilt. Nachdem Enzlin mit Hilfe seiner Verwandten mehrere Befreiungsversuche aus der Festung Hohenneuffen unternahm, wurde er 1609 auf die Burg Hohenurach verlegt. Hier versuchte Enzlin sich aus dem Gefängnis freizupressen, indem er drohte, Staatsgeheimnisse zu verraten. 1613 wurde ein zweites Verfahren gegen Enzlin eröffnet, in dem er dann vor allem wegen Bruchs der Urfehde zum Tode verurteilt wurde. Am 22. November 1613 wurde das Urteil öffentlich auf dem Marktplatz von Urach durch Enthaupten vollstreckt.